# Karl Köpping
Karl Köpping ou Karl Koepping (Dresde, 1848 - Berlin, 1914) est un artiste peintre, graveur et maître-verrier saxon.

## Biographie
Karl Köpping naît le 24 juin 1848 à Dresde,.
Il a étudié la chimie à l'école polytechnique de Dresde puis à partir de 1869 à Munich. En 1871, il entreprend des études de peinture à l'académie des beaux-arts de Munich, qu'il poursuit à Paris à partir de 1876, où il a travaillé pendant un certain temps en tant que peintre de paysages et de natures mortes.
Karl Köpping se consacre principalement à l'art de la gravure. Il crée principalement des eaux-fortes d'après des célèbres œuvres des siècles passés, en particulier de Rembrandt, mais aussi Frans Hals, Thomas Gainsborough et Mihály Munkácsy. Il a également conçu des objets d'art nouveau en verre tortueux.
En 1889, il devient directeur du studio de maître pour la gravure sur cuivre de l'Académie des arts de Berlin, puis professeur de 1891 en 1914. Il travaille pour le magazine Pan de 1896 à 1900. 
Il a plusieurs élèves tels que le peintre Otto Dinger, le peintre et graveur Eduard Einschlag, le sculpteur Erich Kuhn (en), le peintre et graveur Paul Paeschke et le peintre russe Valentin Serov.
Il a reçu l'Ordre des Chevaliers de la Légion d'Honneur et la médaille de Première Classe de l'Exposition d'Art de Munich, ainsi que le Grand Prix de l'Exposition universelle de Paris de 1889.
Karl Köpping meurt le 15 juillet 1914 à Berlin,.

## Œuvre

### Galerie

Œuvres de Karl Köpping
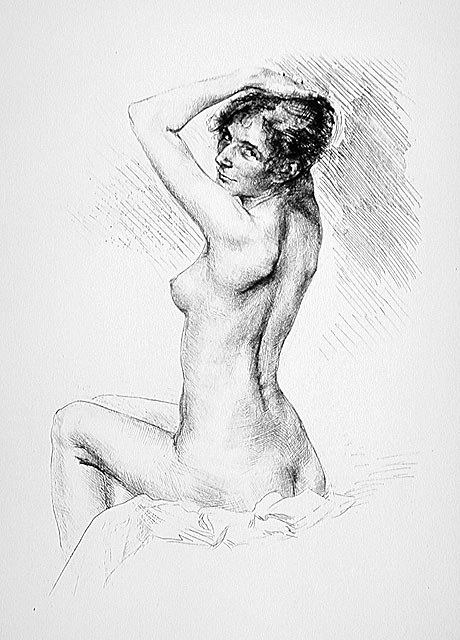
Figure nue assise, eau-forte, 1898.
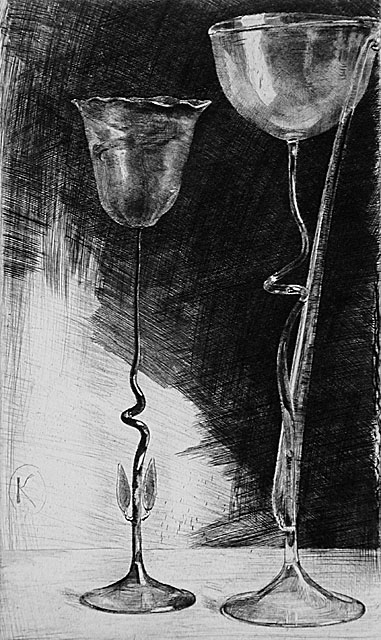
Verres ornamentaux, eau-forte, 1896.
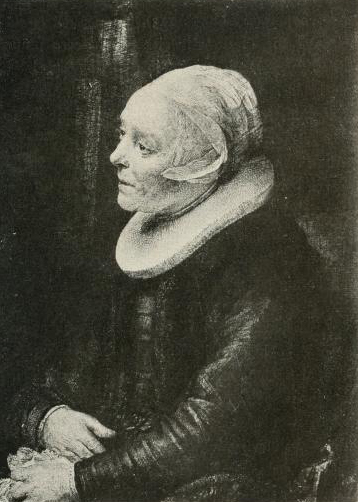
Le prédicateur Anslo réconforte sa veuve, d'après Rembrandt.
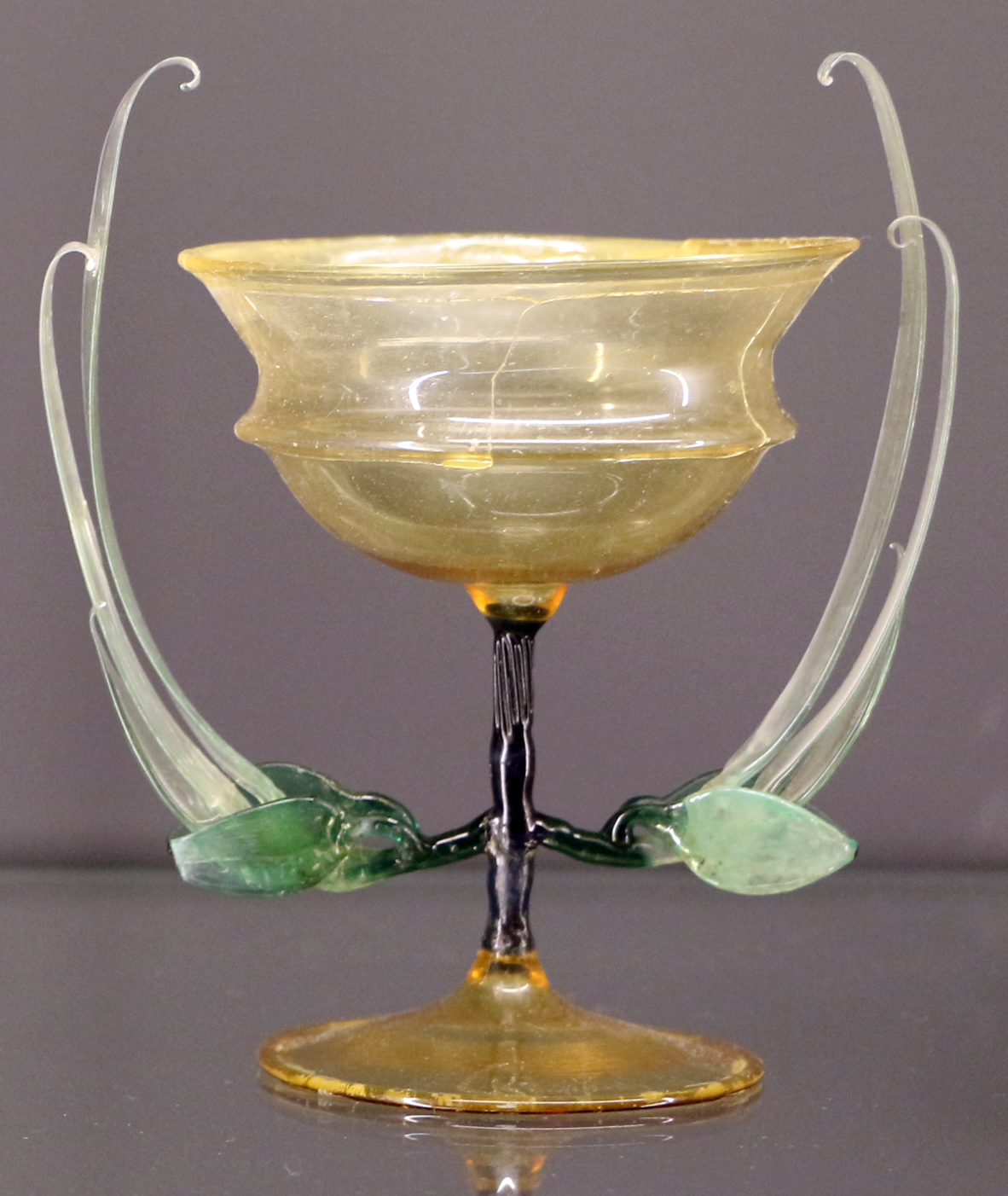
Verre ornamental, verre, musée d'Orsay, 1896.
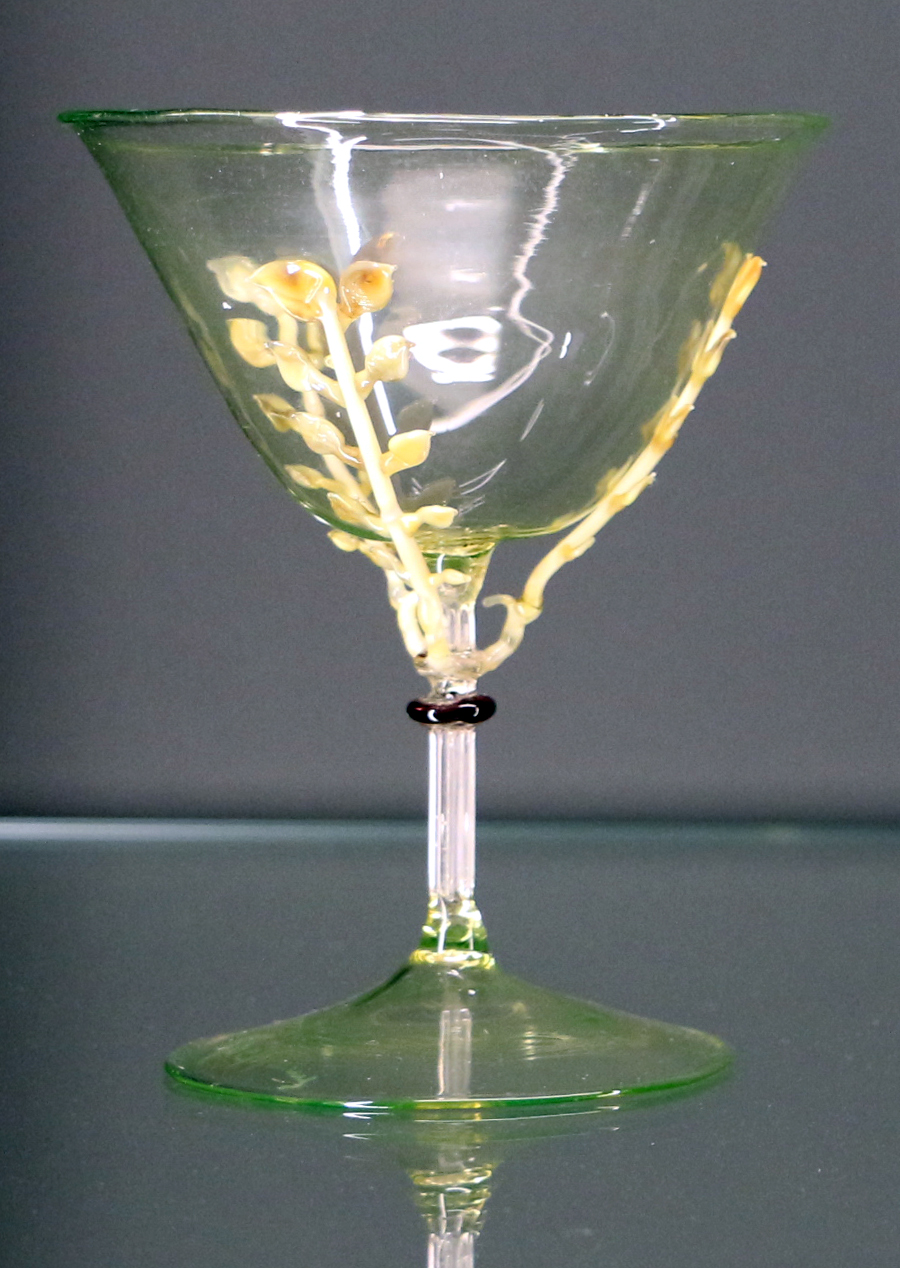
Verre ornamental, verre, musée d'Orsay, 1896.

### Conservation
- Galerie nationale de Finlande
- Minneapolis Institute of Art
- Musée Boijmans Van Beuningen
- Musée d'Orsay
- Museum of Modern Art
- Nationalmuseum
- Österreichische Galerie Belvedere